# Núria López-Bigas
Núria López-Bigas   (Monistrol de Montserrat, 1975) és una biòloga catalana especialitzada en la genòmica computacional del càncer. Actualment és professora de recerca ICREA i investigadora principal del grup de genòmica biomèdica al Institut de Recerca Biomèdica al Parc Científic de Barcelona. Prèviament, va ser investigadora principal del grup de recerca en genòmica biomèdica del Departament de Ciències Experimentals i de la Salut (DCEXS-UPF), al Parc de Recerca Biomèdica de Barcelona (PRBB), durant més de 10 anys.
La seva recerca se centra en el desenvolupament d'eines computacionals que ajudin a la identificació de mutacions causants de tumors. Ha participat en diversos projectes internacionals, com la Xarxa de Recerca de l'Atles Genòmic del Càncer (The Cancer Genome Atlas Research Network). Algunes de les aportacions del seu grup han estat el descobriment de per què en alguns tipus de tumor, s'acumulen mutacions en llocs especifics del genoma, o la descripció de les mutacions de més de 4.000 tumors originats a 13 òrgans diferents.
López-Bigas va rebre una beca Consolidator del Consell Europeu de Recerca (ERC per les sigles angleses) el 2015 pel seu projecte “NONCODRIVERS” que té com a objectiu identificar mutacions implicades en el desenvolupament tumoral a les regions no-codificants dels genoma. També va rebre el premi Fundació Banc Sabadell el maig de 2016. L'any 2022 va guanyar el Premi Rosa Argelaguet per la seva contribució a visibilitzar el paper de les dones en l'àmbit de la ciència i la recerca.